# Košarkaški klub Dubrava
Il K.K. Dubrava è una società cestistica avente sede a Dubrava, in Croazia. Fondata nel 1976, gioca nel campionato croato di pallacanestro.
Disputa le partite interne nella Športska dvorana Dubrava, che ha una capacità di 1.800 spettatori.